# Yukifumi Murakami
Pour les articles homonymes, voir Murakami.
Yukifumi Murakami (村上 幸史, Murakami Yukifumi, né le 23 décembre 1979 à Kamijima (Ehime)) est un athlète japonais, spécialiste du lancer du javelot.

## Biographie
Le 21 août 2009, lors des Championnats du monde de Berlin, Yukifumi Murakami réalise 83,10 m en qualifications. Deux jours plus tard, le Japonais termine troisième de la finale avec 82,97 m, derrière le Norvégien Andreas Thorkildsen et le Cubain Guillermo Martínez. Il remporte la médaille d'or aux Championnats d'Asie d'athlétisme 2011 avec un record des championnats porté à 83,27 m.
Malgré un record personnel porté à 83,95 m, il est coiffé par Genki Dean (84,03 m) lors des Championnats du Japon, le 9 juin 2012.
Il termine 4e des Jeux asiatiques à Incheon avec 81,66 m, son meilleur lancer de la saison.
Il mesure 1,85 m pour 90 kg.

### Palmarès
| Année | Compétition                  | Lieu    | Résultat | Marque  |
| ----- | ---------------------------- | ------- | -------- | ------- |
| 1998  | Championnats du monde junior | Annecy  | 3e       | 70,72 m |
| 2001  | Jeux de l'Asie de l'Est      | Osaka   | 2e       | 76,36 m |
| 2002  | Jeux asiatiques              | Pusan   | 2e       | 78,77 m |
| 2003  | Championnats d'Asie          | Manille | 2e       | 77,04 m |
| 2006  | Jeux asiatiques              | Doha    | 2e       | 78,15 m |
| 2009  | Championnats du monde        | Berlin  | 3e       | 82,97 m |
| 2009  | Championnats d'Asie          | Canton  | 1er      | 81,50 m |
| 2010  | Jeux asiatiques              | Canton  | 1er      | 83,15 m |
| 2011  | Championnats d'Asie          | Kōbe    | 1er      | 83,27 m |
| 2014  | Jeux asiatiques              | Incheon | 4e       | 81,66 m |
| 2015  | Championnats d'Asie          | Wuhan   | 3e       | 79,05 m |

### Records
| Épreuve           | Performance | Lieu      | Date          |
| ----------------- | ----------- | --------- | ------------- |
| Lancer du javelot | 85,96 m     | Hiroshima | 29 avril 2013 |

## Honneur
L'astéroïde (152657) Yukifumi est nommé en son honneur.